# عکاسی هوا به هوا

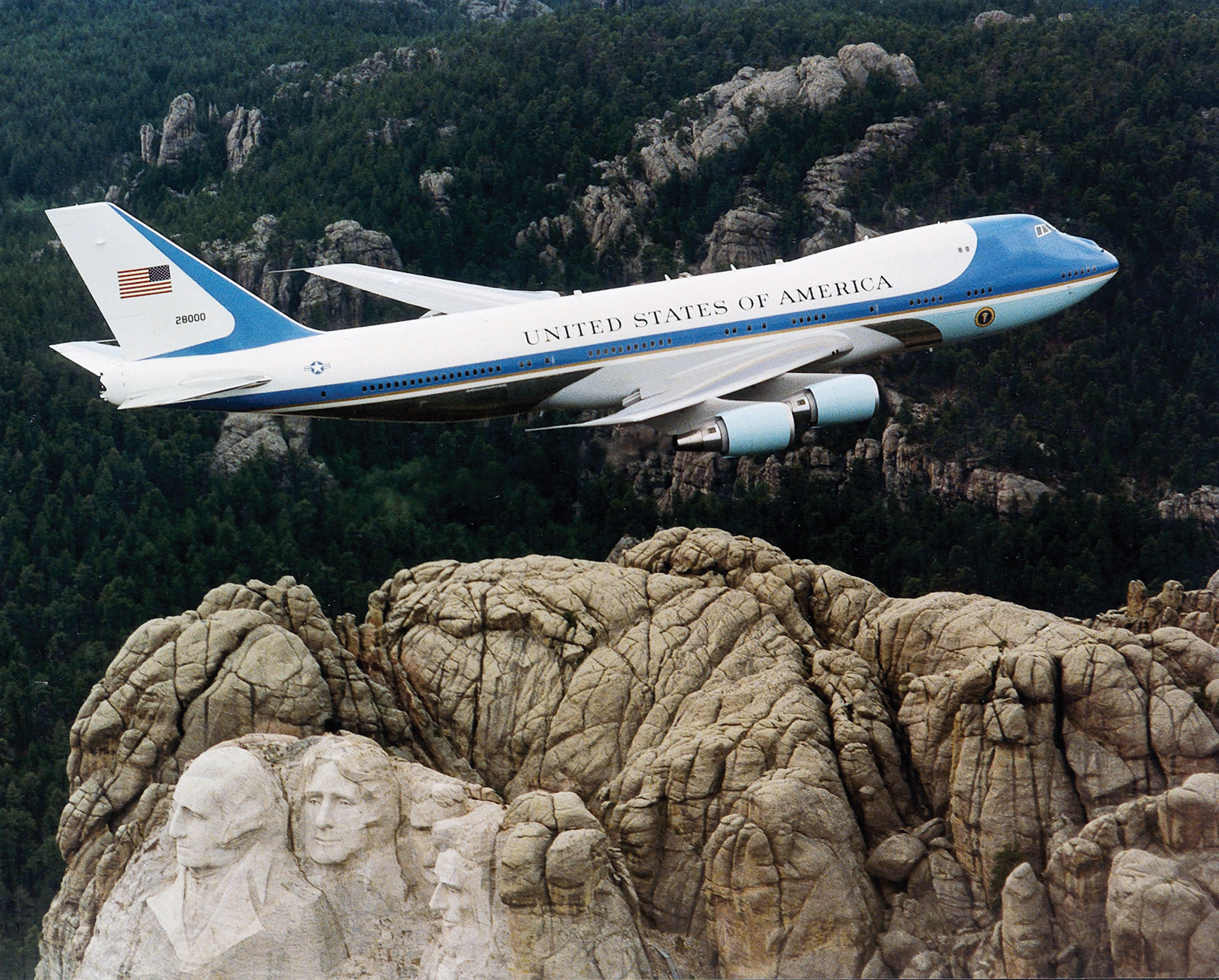
عکس هوا به هوا از هواپیمای ایر فورس‌وان

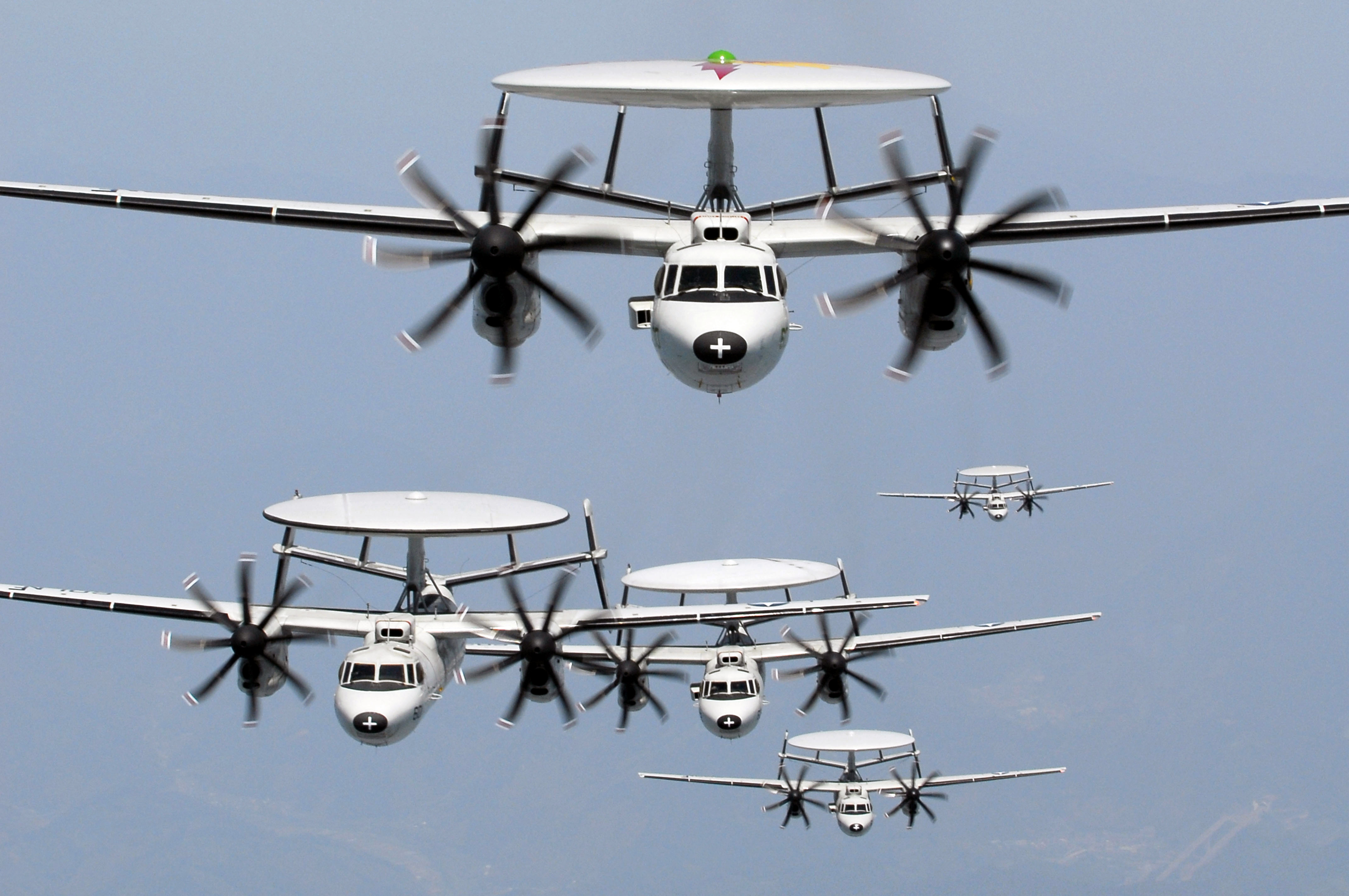
۵ فروند هواپیمای هشدار اولیه نورث روپ گرومن ئی-۲ هاوک‌آی در مقابل کوه فوجی پرواز می‌کنند.

عکاسی هوا به هوا نوعی عکاسی هوانوردی است که در آن عکاس در حالی‌که خود در یک هواپیمای در حال پرواز قرار دارد از یک هواپیمای در حال پرواز دیگر عکاسی می‌کند.
این نوع از عکاسی محبوبیت ویژه‌ای در میان عکاسان هواپیماهای نظامی و خلبانان آکروبات در نمایش‌های هوایی دارد. عکاسی هوا به هوا نیازمند مهارت‌های خاص و تجربه‌های ویژه است چرا که برای عکاسی از هواپیماهای نظامی معمولا سرعت هر دو هواپیما به نزدیک ۱ ماخ می‌رسد و این موضوع فشار جی زیادی را به انسان وارد می‌کند.